# Cicada orni
Cicada orni es una especie de hemíptero perteneciente a la familia Cicadidae, género Cicada, conocida popularmente como cigarra. Es común en Europa del sur y central, Oriente Próximo y África del Norte.
La denominación del género proviene directamente del término latino cicada, que significa "zumbador", mientras que el nombre de la especie proviene posiblemente de Fraxinus ornus (fresno del maná o fresno florido), sobre cuyas ramas a menudo esta cigarra deposita sus huevos.

## Descripción
Los adultos de Cicada orni alcanzan aproximadamente 25 milímetros de longitud, con una envergadura alar de aproximadamente 70 milímetros. La cripto coloración del cuerpo varía de marrón a gris. El abdomen tiene segmentos rojizos y sedosas pubescencias. La cabeza muestra ojos grandes y prominentes separados hacia ambos lados, tres pequeños ojos (ocelos) situados en la parte superior, antenas muy cortas y un largo probóscide que el insecto utiliza para alimentarse de la savia de las plantas. Las alas anteriores son transparentes y membranosas, con venas bien dibujadas y varias manchas negras características.
La especie es exteriormente y en apariencia igual a la Cicada barbara, la otra especie común de cigarra. Se distinguen exclusivamente por el canto. La Cicada orni posee un canto discontinuo, repetitivo y monótono, mientras que la Cicada barbara presenta un canto continuo.

## Hábitat
Las cigarras adultas pueden encontrarse en verano alimentándose de la savia de árboles y arbustos, gracias a sus piezas bucales bien adaptadas para la perforación y la succión. Se trata de una especie claramente arborícola, fácil de encontrar en terrenos cultivados, como olivares, almendrales y huertas con frutales.
Sólo los machos producen su bien conocido canto, un chirrido causado por la contracción y relajación de sus membranas abdominales (timbal). Este canto cumple la función de atracción sexual de las hembras. Normalmente los machos cantan en grupos de muchos individuos sobre las soleadas ramas de los árboles. Cuando las hembras se acercan a los machos, tiene lugar el cortejo, en el que las cigarras repetidamente se agarran y tocan mutuamente con sus patas. Al final de este proceso se aparean en ese mismo lugar.
Las cigarras adultas ponen sus huevos en verano, huevos que serán empollados en otoño o finales de verano. En contraste con el apenas mes y medio que dura su fase de reproducción adulta, las larvas vivirán por varios años bajo tierra, alimentándose del jugo de las raíces de las plantas.

## Distribución
Esta especie es una de las más comunes en Europa del sur y central, en Oriente Próximo y en África del Norte.

## Galería

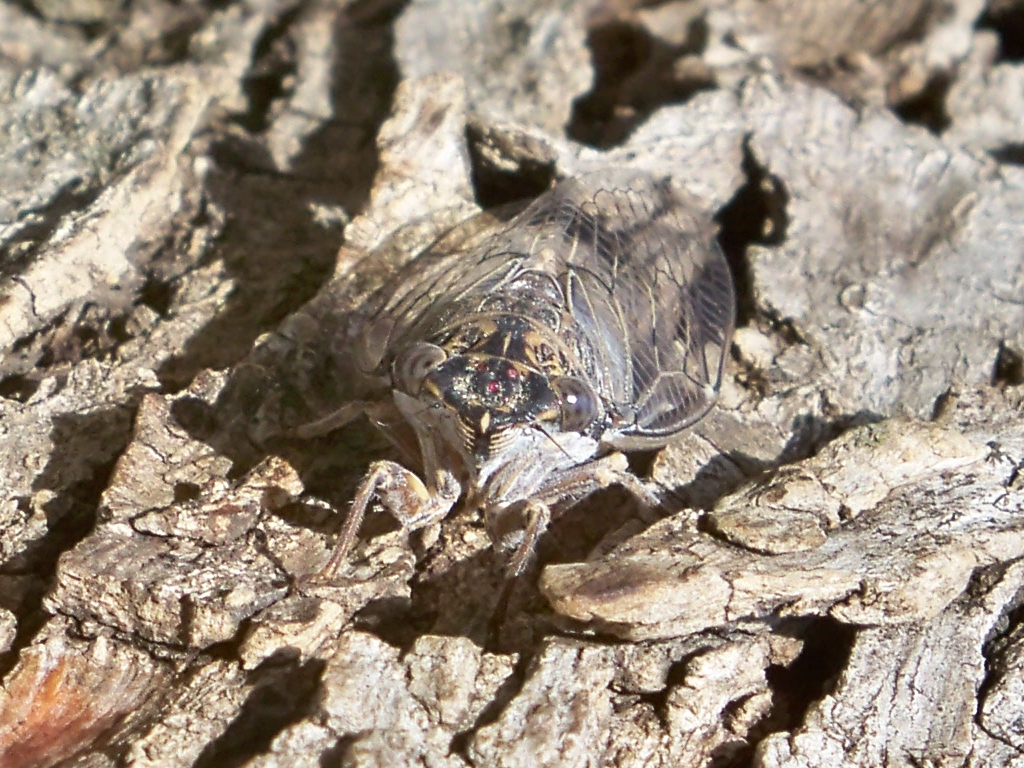
Cicada orni, vista frontal.
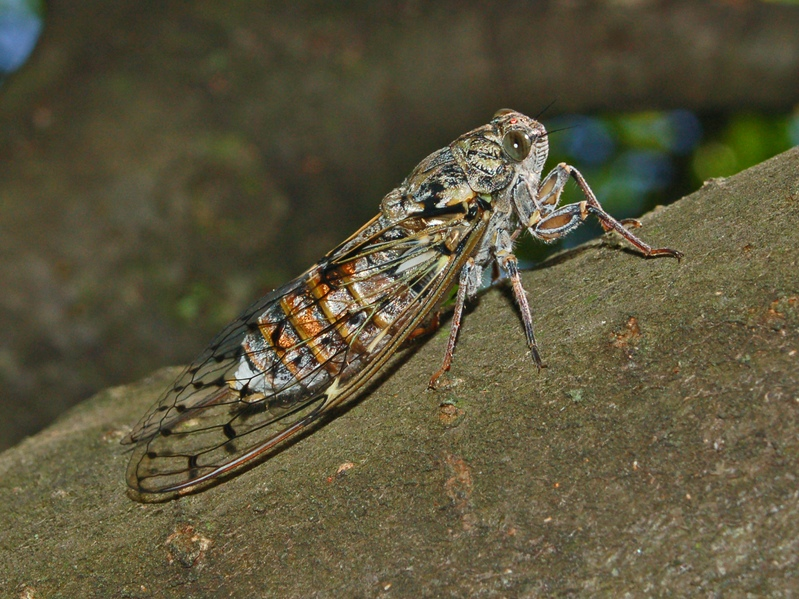
Cicada orni, vista lateral.
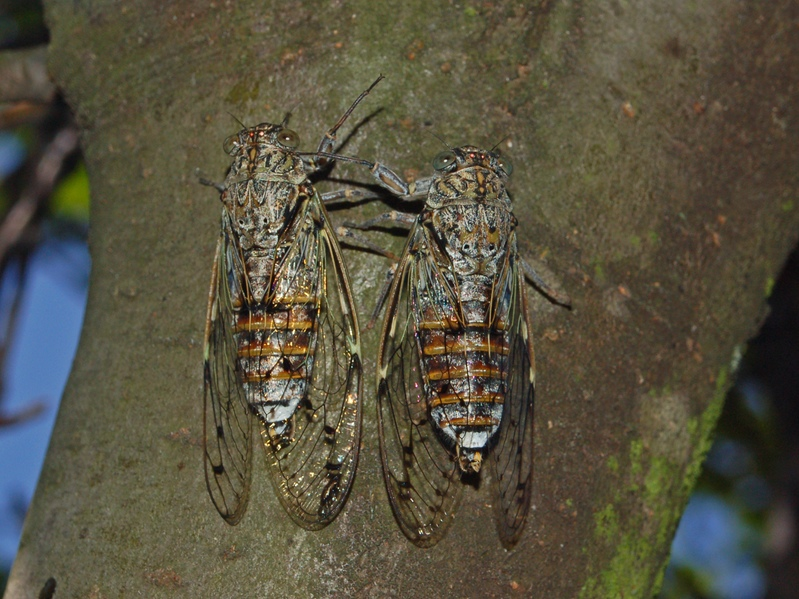
Cicada orni, el cortejo.
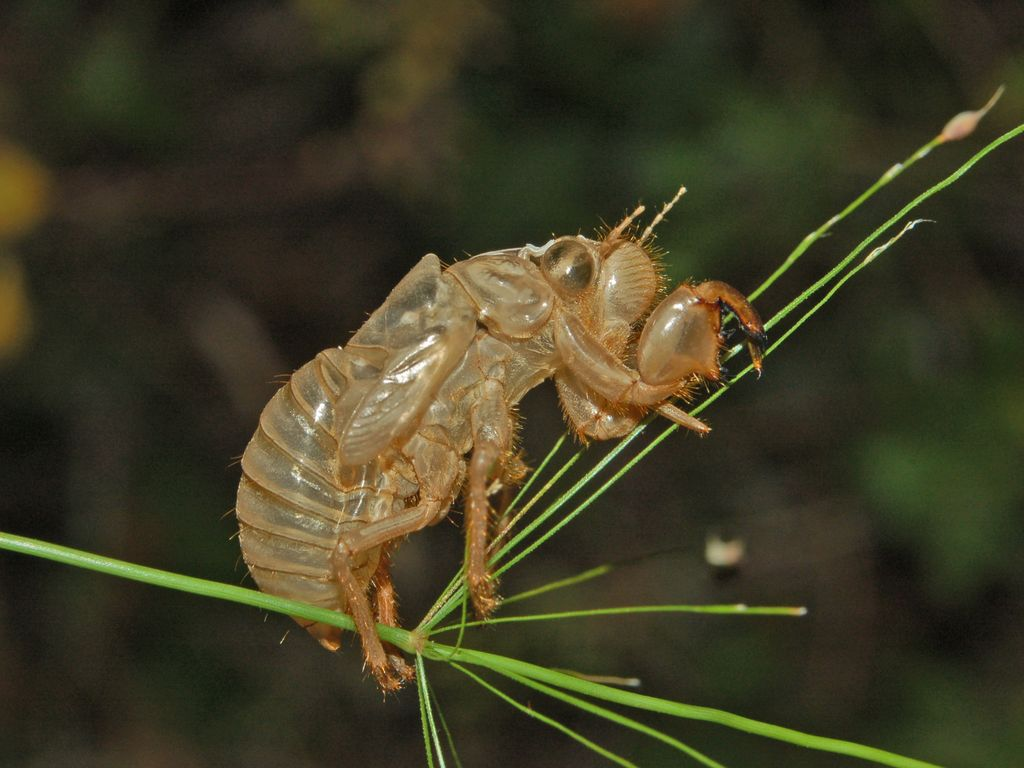
Exuvia de Cicada orni.